# 1046 Edwin
1046 Edwin este un asteroid din centura principală, descoperit pe 1 decembrie 1924, de George Van Biesbroeck.